# Graffenrieda rotundifolia
Graffenrieda rotundifolia là một loài thực vật có hoa trong họ Mua. Loài này được (Bonpl.) DC. mô tả khoa học đầu tiên năm 1828.